# Joanna Hiffernan
 (3 mai 2020).
Joanna Hiffernan (1843 – morte après 1903) est une dessinatrice, peintre, et marchande d'art britannique d'origine irlandaise, qui fut le modèle et la muse de James Abbott McNeill Whistler et de Gustave Courbet.

## Biographie

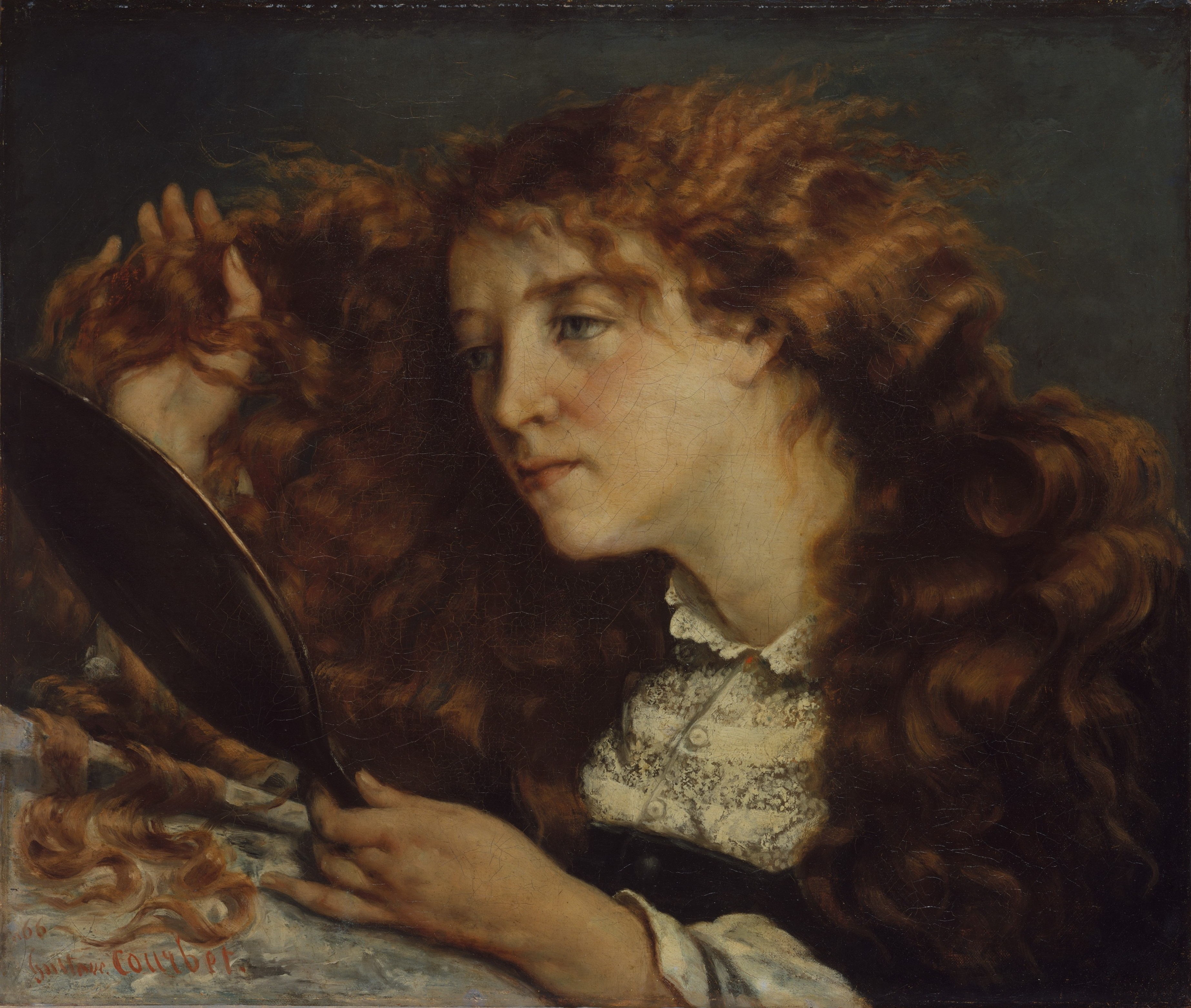
Gustave Courbet, Jo, la belle irlandaise 1865–1866, Metropolitan Museum of Art. Joanna Hiffernan est le modèle.

Joanna Hiffernan (ou Heffernan) est née vers 1843, sans doute en Irlande. Elle est la fille de Patrick Hiffernan, professeur de calligraphie, et de Katherine Hiffernan (1818-1862). Cette famille catholique romaine vient vivre à Londres, au 69 Newman Street, vers 1859. Joanna a une sœur, Bridget Agnes Hiffernan . Bien que n'ayant reçu qu'une éducation limitée, Joanna est décrite comme sensible et intelligente. Sa mère meurt en 1862, âgée de 44 ans. Selon le témoignage de Walter Greaves (1846-1930), élève de Whistler et ami de Joanna, celle-ci aurait eu un fils vers 1863, prénommé Harry, dont on ne sait rien.

## La rencontre avec Whistler
En 1860, elle rencontre James Abbot Whistler dans son atelier londonien de Rathbone Place (en). Elle entretient avec lui une relation pendant six ans. Elle pose pour le tableau Wapping (National Gallery of Art, Washington, DC), où elle présente une amie entre deux hommes, dont le graveur Alphonse Legros, à une terrasse d'un pub donnant sur la Tamise. Puis elle pose pour la série des Symphonies en blanc du même Whistler.
En 1861, elle et Whistler se rendent en Bretagne, puis s'installent à Paris dans un atelier situé boulevard des Batignolles, où elle pose pour la toile qui deviendra Symphony in White, No. 1: The White Girl, alors que des amis peintres, Fantin-Latour, Manet, Courbet, viennent rendre visite au couple. La toile est refusée à Londres à la Royal Academy en 1862, à Paris au Salon en 1863, pour son contenu jugé obscène, « explicite et vulgaire » — pour le critique Jules-Antoine Castagnary, dans l’Athenaeum, le peintre « a peint une jeune femme qui vient de perdre sa virginité » —, la toile est toutefois remarquée au Salon des refusés, où elle est exposée en vis-à-vis du Déjeuner sur l'herbe de Manet.
Durant l'automne 1862, le couple séjourne au pays basque français, puis rejoint Londres et s'y installe. Whistler et Joanna côtoient le cercle de Dante Gabriel Rossetti et des peintres préraphaélites, au contact desquels Joanna se met à développer des capacités de médiumnité et de spiritisme. En 1863, elle pose pour la toile Symphony in White, No. 2: The Little White Girl (en), devant une cheminée. L'œuvre est exposée à la Royal Academy en 1865. Algernon Swinburne, enthousiaste, écrit un poème en son honneur, intitulé « Que viennent la neige, le vent et l'orage ». La famille de Whistler la rejette en raison de son extraction sociale inférieure, et quand la mère du peintre, Anna, débarque de New York pour rendre visite à son fils installé à Londres, on doit discrètement demander à Joanna de partir s'installer chez Alphonse Legros : cette histoire serait l'origine de la rupture entre le graveur et le peintre. Au contraire, la famille de Joanna accepte cette liaison, le père de Joanna appelant même Whistler « mon gendre ».
Joanna peint et dessine et vend ses tableaux à des marchands. Elle pose également pour Whistler, qui la représente dans de nombreux dessins et gravures de presse, dans les attitudes coutumières d'une femme à la maison. Elle organise le secrétariat comptable de Whistler, reçoit les marchands et les fournisseurs, et encaisse les paiements. Elle se présente comme Mme Abbot. Elle déconcerte les amis du peintre par son goût pour des robes et vêtements extravagants et chers. Son abondante chevelure rousse est décrite par le goût victorien comme irlandais et vulgaire signe d'une femme déviante, licencieuse et instable mentalement.
Whistler l'a fait poser dans deux caprices avec des robes chinoises et japonaises.

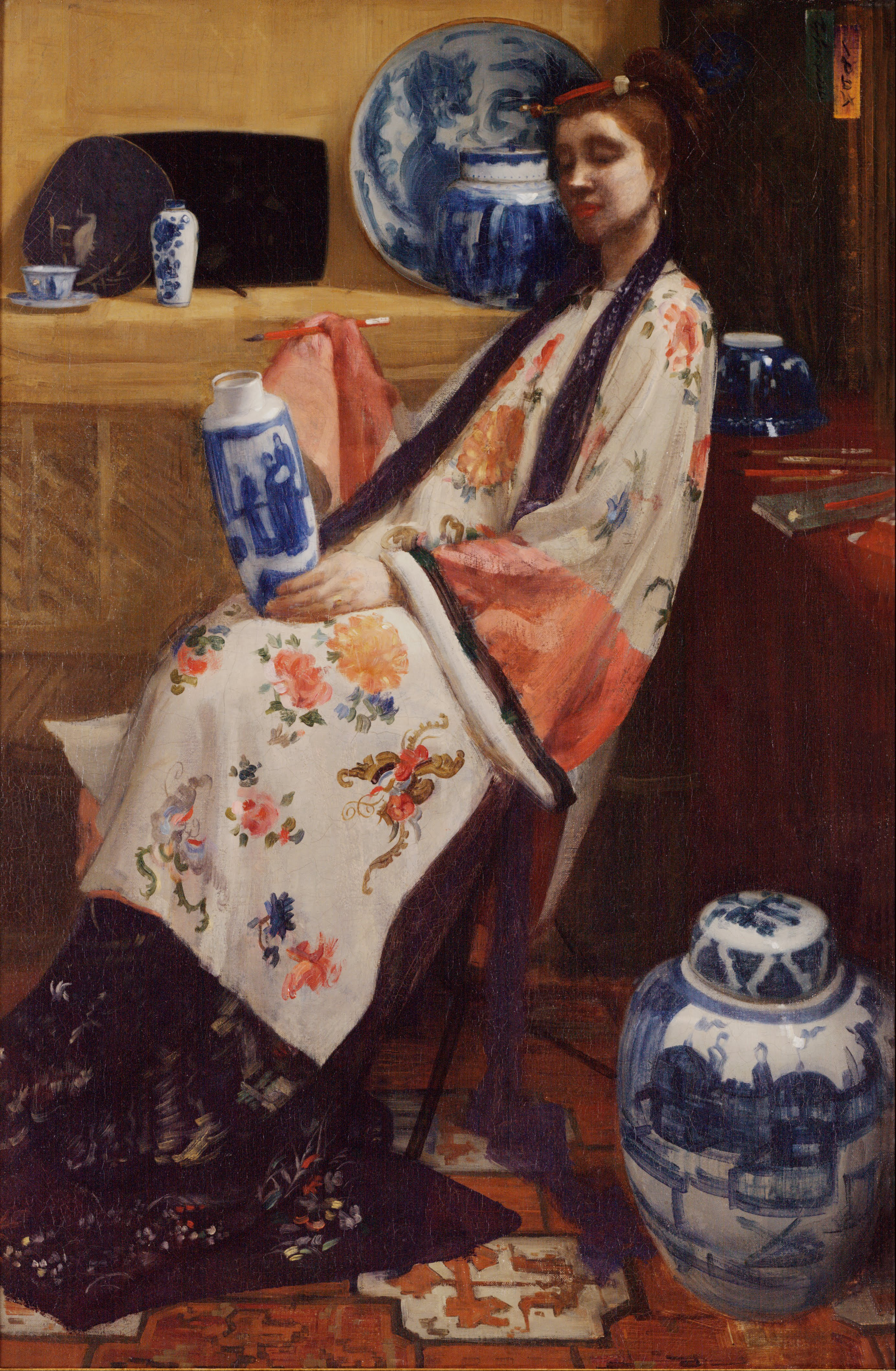
James Abbott McNeill Whistler : Caprice en pourpre et rose (1864).

## La rencontre avec Courbet
Durant l'été 1865, le couple s'installe sur la côte normande, entre Deauville et Honfleur, où, chez le duc de Choiseul, ils retrouvent Courbet, Eugène Boudin et sans doute Claude Monet, avec lesquels ils passent l'automne à déambuler sur les plages où Jo chante des ballades irlandaises. Gustave Courbet peint quatre portraits de Joanna. Alors que Whistler part pour six mois à Valparaiso au Chili, pour échapper à des poursuites politiques, il remet ses pouvoirs à Jo, pour qu'elle agisse en tant que marchand de ses œuvres. Jo quitte Londres et vient à Paris. Elle pose pour Courbet, rue Hautefeuille, pour la toile intitulée Le Sommeil qui présente un couple de femmes enlacées et, selon certains critiques, pour L'Origine du monde, thèse largement controversée. Une idylle se noue entre Joanna et Courbet. À son retour, Whistler, qui découvre le scandale suscité par cette toile, devient la risée du tout-Paris. Il se sépare de Jo. Mais bien que séparée de Whistler, Jo élève son fils Charles James Whistler Hanson (1870-1935), le « fruit d'une infidélité à Jo », selon les propres mots de Whistler, avec une domestique, Louisa Fanny Hanson. Charles appelle Jo « Auntie Jo » (« Tante Jo »). 
En 1877, peu de temps avant sa mort, Courbet écrit une lettre à Whistler, nostalgique de leurs séjours normands : « J’ai encore le portrait de Jo que je ne vendrai jamais, il fait l’admiration de tout le monde ». 
En 1880, Joanna vit à Londres, au 5 Thistle Grove, avec sa sœur Bridget et Charles Singleton, comptable de Whistler. D'après une lettre de Juliette Courbet datée du 18 décembre 1882, Jo, après 1881, est marchande de tableaux et d'antiquités à Nice. En 1903, elle apparait vêtue en grand deuil à l'enterrement de Whistler dans le quartier Chiswick, à Londres, et reste pendant une heure devant le cercueil, c'est du moins ce que rapporte la collectionneuse Louisine Havemeyer, d'après le témoignage du collectionneur Charles Lang Freer (en) qui la reconnut alors comme étant « Jo la belle Irlandaise », « la Joanna », la « Jeanne d'Étretat ».
On ignore ce qu'elle devient par la suite. Elle aurait vécu en France, s'y faisant appeler « Mme Abott ».

## Postérité
En 2000, Christine Orban écrit J'étais l'origine du monde, un roman-fiction qui se présente comme les mémoires de Joanna Hifferman.

## Iconographie
Dans les tableaux suivants, Joanna Hiffernan sert de modèle :

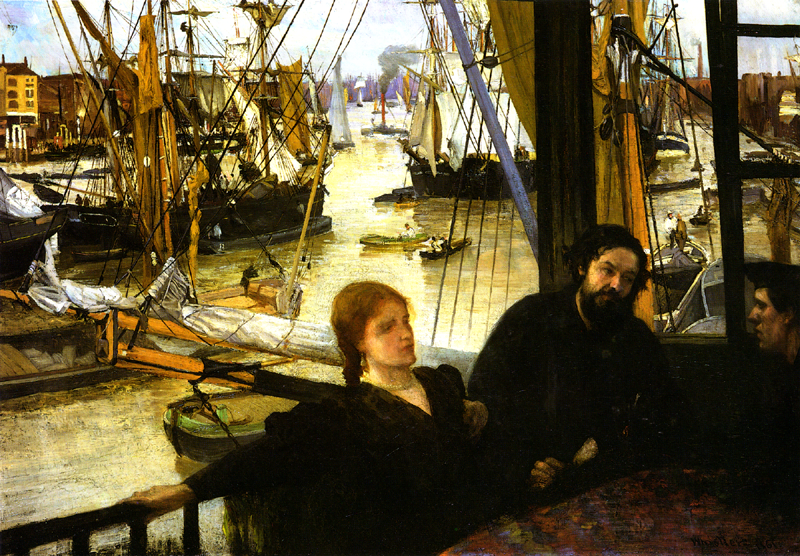
Whistler, Wapping (L'écume), 1861, où est également représenté le graveur Legros (barbu)
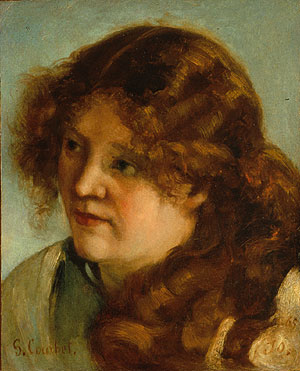
Courbet, Portrait de Jo, 1863
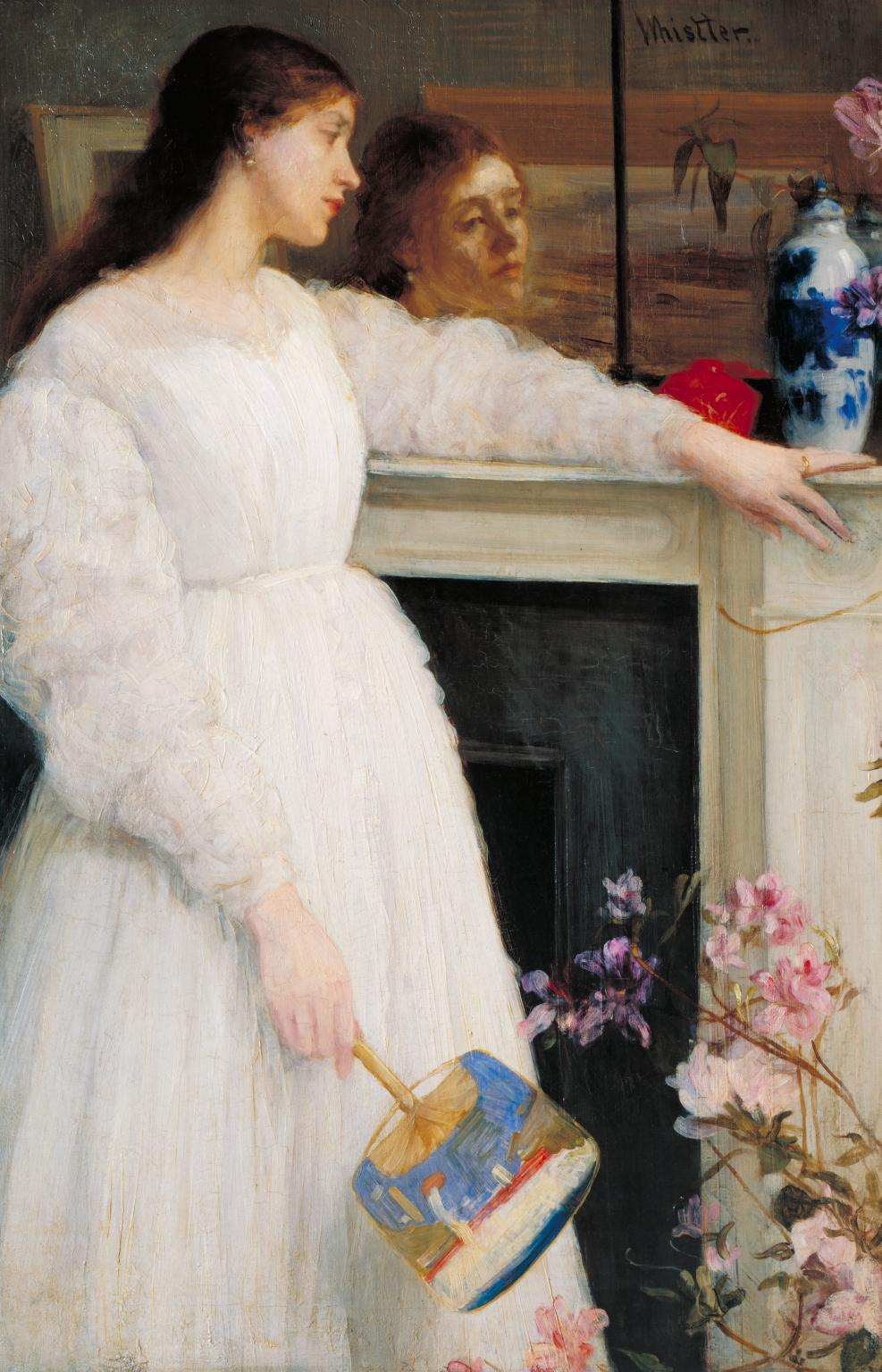
Whistler, Symphony in White, No. 2: The Little White Girl (en), 1864
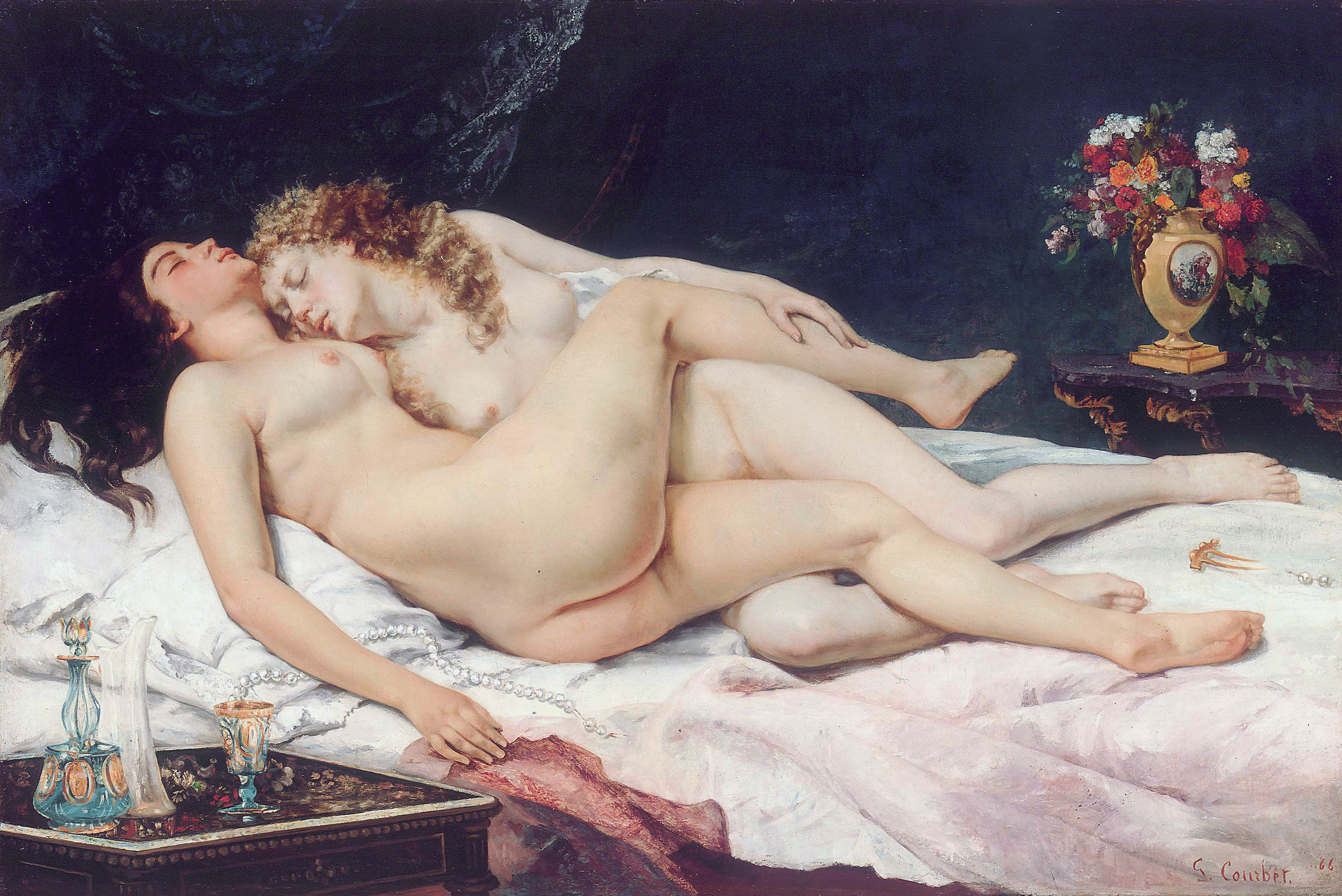
Courbet, Le Sommeil, 1866
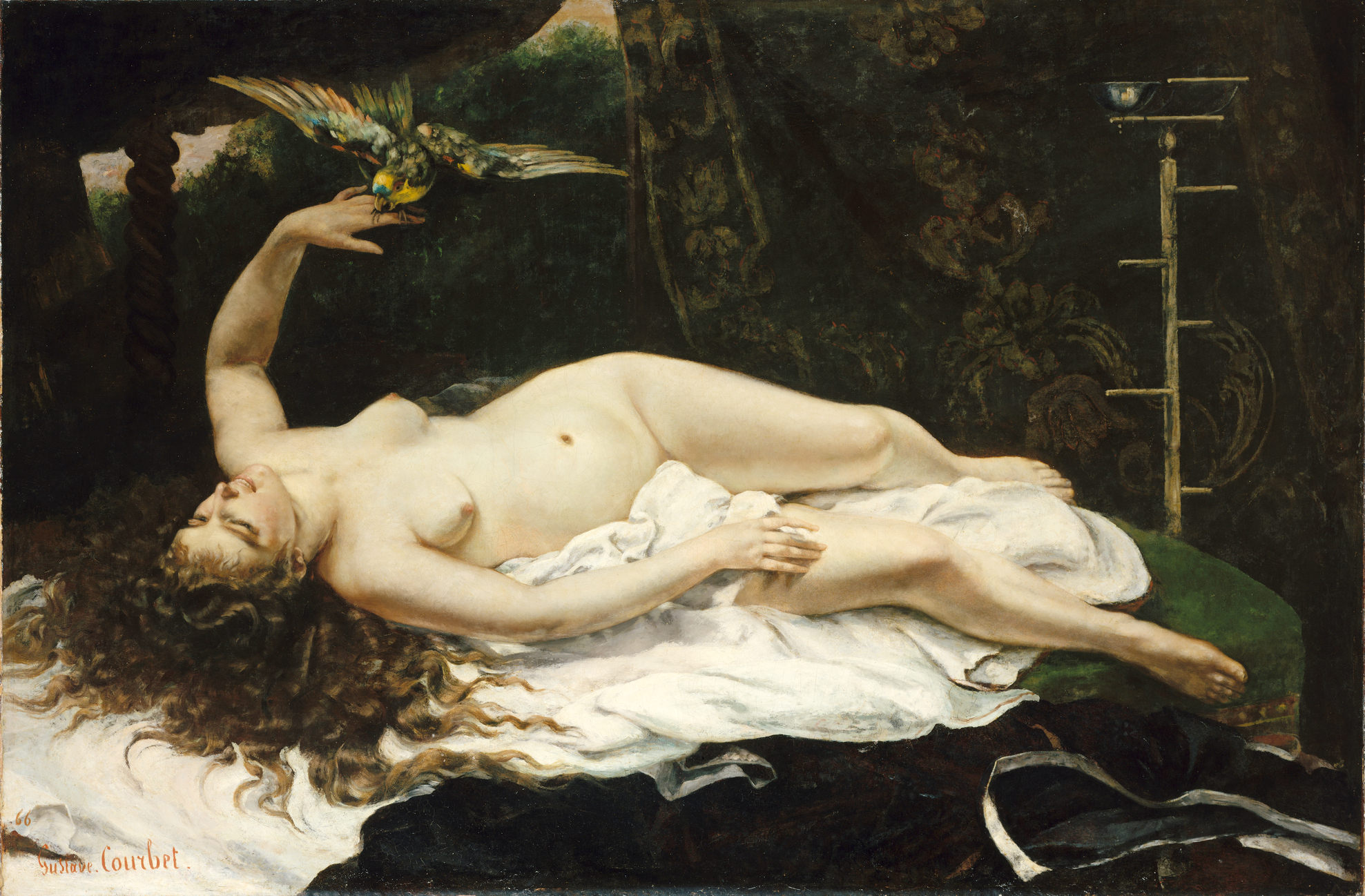
Courbet, Femme au perroquet, 1866